# Спогодба за свободно сдружаване със САЩ
Спогодбата за свободно сдружаване със САЩ (на английски: The Compact of Free Association) определя отношенията, в които влизат със САЩ като асоциирани държави 3 независими държави – Федералните щати на Микронезия, Република Маршалови острови и Република Палау.
Тези 3 свободно асоциирани държави заедно с други тихоокеански острови са част от бивша територия в Тихия океан под попечителството на ООН и администрирана от Военноморския флот на САЩ от 1947 до 1951 г. и от Министерството на вътрешните работи на САЩ от 1951 до 1994 г.
Според тези спогодби за свободно сдружаване САЩ осигурява гарантирана финансова помощ за 15-годишен период в замяна на някои права.
През 2003 г. спогодбите с Маршаловите острови и Микронезия са подновени за 20 години. Тези нови спогодби предвиждат САЩ да им предоставят US$3,5 милиарда финансиране. Променени са и някои имиграционни правила. Гражданите на Маршаловите острови и Микронезия, пътуващи за САЩ, вече се нуждаят от паспорти.
Подновеният договор с Микронезия влиза в сила от 1 май 2004, а за Маршаловите острови – на 30 юни 2004 г. Договорът с Палау изтича през 2009 г.